# 2320 Blarney
A 2320 Blarney (ideiglenes jelöléssel 1979 QJ) a Naprendszer kisbolygóövében található aszteroida. Paul Wild fedezte fel 1979. augusztus 29-én.